# لسن سور مر
شهر لسن سور مر (به فرانسوی: La Seyne-sur-Mer) در شهرستان ور در ناحیه پروانس آلپ-کوت دازور با جمعیت ۵۶٬۷۶۸ نفر در کشور فرانسه واقع شده‌است